# 1985 (роман, 1978)
«1985» — роман, написанный британским писателем Энтони Бёрджессом в 1978 году. Книга разделена на две части: первая — анализ романа-антиутопии Джорджа Оруэлла «1984», вторая — сам роман Бёрджесса.

## Сюжет
В первой части книги Бёрджесс анализирует роман Оруэлла, прибегая для большей полноты и многогранности анализа к самым разным литературным приёмам — от «воображаемого интервью» до язвительной пародии.
Во второй части книги Бёрджесс предлагает собственное видение недалёкого будущего. Он описывает государство, где пожарные ведут забастовки, пока город охвачен огнём, где уличные банды в совершенстве знают латынь, но грабят и убивают невинных, где люди становятся заложниками технологий, превращая свою жизнь в пытку.

## Издания книги
- 1978, USA, Little Brown (ISBN 0-316-11651-3), опубликовано 1 октября 1978, в твёрдой обложке (первое издание). Одновременно опубликовано в журнале «Penthouse».
- 1978, UK, Hutchinson (ISBN 0-09-136080-3), опубликовано в октябре 1978, в твёрдой обложке.
- 1980, UK, Arrow (ISBN 0-09-921450-4), опубликовано в феврале 1980, в мягкой обложке.
- 2007, CZ, Maťa (ISBN 978-80-7287-119-3), опубликовано в 2007, в твёрдой обложке, чешский перевод Milan Mikulášek.
- 2013, UK, Serpent’s Tail (ISBN 978-1-84668-919-2), опубликовано в 2013, в мягкой обложке.
- 2015, RU, Издательство «АСТ» (ISBN 978-5-17-087688-4), опубликовано в 2015, перевод на русский А. Комаринец.